# Восстание гербовой бумаги

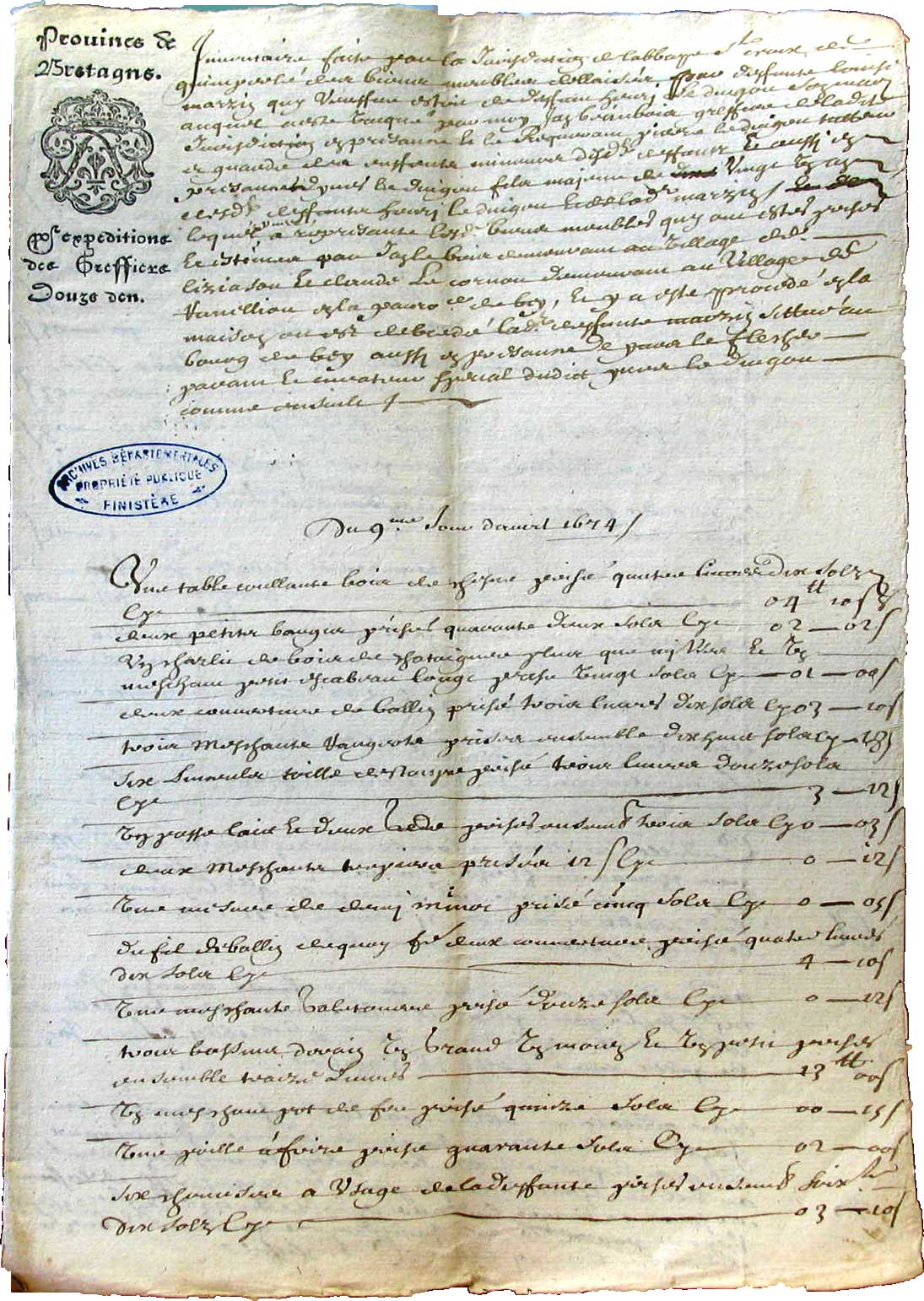
Опись имущества, составленная в Кемперле (Нижняя Бретань) на гербовой бумаге 9 августа 1674 г., незадолго до восстания

Восстание гербовой бумаги (фр. Révolte du papier timbré, брет. Emsavadeg ar Paper timbr), известное в Нижней Бретани также как Восстание красных колпаков (фр. Révolte des Bonnets rouges, брет. Emsavadeg ar Bonedoù ruz) — восстание против введённого Людовиком XIV налога на гербовую бумагу, необходимую для составления официальных документов. Прокатилось по западу Франции с марта по сентябрь 1675 года. В ряде регионов, особенно в Бретани, приняло формы антифеодального крестьянского восстания; здесь мятеж получил ещё одно выразительное название по боевому кличу восставших — Torreben (брет. torr e benn, «разбей ему голову»).

## Предпосылки
Новые налоги, постоянно вводимые Людовиком XIV и требовавшиеся для постоянных войн, вызывали всё его царствование многочисленные волнения по всей стране. Особо тяжёлой для большей части Франции была существовавшая со Средневековья габель — налог на соль.
В Бретани, где налоговое бремя было меньше, ситуация носила несколько особый характер. В силу Акта об объединении Франции и Бретани 1532 года Бретань пользовалась особым статусом в рамках Французского королевства, имевшим некоторые черты личной унии (собственно, объединение Франции и Бретани состоялось именно благодаря бракам Анны Бретонской с Карлом VIII и Людовиком XII, а затем Франциска I с дочерью Людовика и Анны). Ряд «древних вольностей» Бретонского герцогства был сохранён, и в дальнейшем учитывались особые интересы провинции. Новые налоги должны были подтверждаться Штатами Бретани, а судебный орган — парламент Бретани — неоднократно отказывался регистрировать распоряжения короля. Так, в Бретани благодаря компромиссу короля с местной знатью не была введена разорявшая страну габель. Однако Штаты и Парламент Бретани пошли в 1673—1674 годах на утверждение эдиктов Людовика XIV о налогах на гербовую бумагу и табак, поскольку эти налоги лишь в небольшой степени затрагивали правящие сословия, ложась всей тяжестью на крестьянство и мелких буржуа и заставляя их опасаться введения ещё и габели.
Восстанию также способствовала Голландская война, ведшаяся в 1670-е годы Людовиком; война требовала новых налогов и отвлекала от запада Франции правительственные силы, которые не могли скоро подавить выступления на другом конце страны.

## Ход
Восстание началось вне Бретани, в сильнее страдавшем от налогового гнёта Бордо (26—30 марта 1675, из-за невозможности быстро взять ситуацию под контроль Людовик 6 апреля объявил городу амнистию), в дальнейшем продолжалось и в других пунктах Аквитании и Гаскони. Затем в начале апреля мятеж перекинулся на Бретань, где поднялись крупнейшие города Ренн и Нант, а затем Генган, Фужер, Динан и Морле. Повстанцы громили склады гербовой бумаги и кричали: «да здравствует король без габели!». В некоторых городах восстание вспыхивало несколько раз: восстановленные гербовые конторы тут же вновь подвергались погрому. Когда король прислал в Нант небольшой военный отряд, его пришлось эвакуировать из-за нового неудовольствия бретонцев: по древним льготам Бретани все частные дома в провинции считались свободными от постоя солдат. Парламенты Бордо и Ренна отменили решения о регистрации королевских налоговых указов, а буржуазное ополчение городов не стало подавлять мятеж, а зачастую и само примыкало к нему.
9 июня восстание, до того бывшее исключительно городским, вспыхнуло в деревнях Западной Бретани и носило крестьянский характер: крестьяне осаждали как замки, так и города, а буржуа были вынуждены обороняться единым фронтом с аристократией. Толчком к выступлению крестьян стали слухи о введении габели. Города Каре и Понтиви, не имевшие крепостей, были взяты и разграблены, дворян и крупных буржуа убивали или брали в заложники, все бумаги и архивы жгли, грамотные предводители крестьян писали собственные законы и требования («крестьянские кодексы»). Во многом эти тексты предвосхищают знаменитые «жалобные тетради» времён Великой революции. Среди требований восставших было представительство крестьян в Штатах Бретани, а также отмена барщины (corvée) и оброка (champart) во имя «древних армориканских вольностей». После убийства одного из вождей крестьян, руководившего взятием Карe и Понтиви Себастьена Ле Бальпа (который по иронии судьбы был королевским нотариусом), восстание постепенно стало сходить на нет. Ле Бальпа убил взятый им в заложники маркиз де Монгельяр (Charles Maurice de Percin, marquis de Montgaillard).

## Подавление

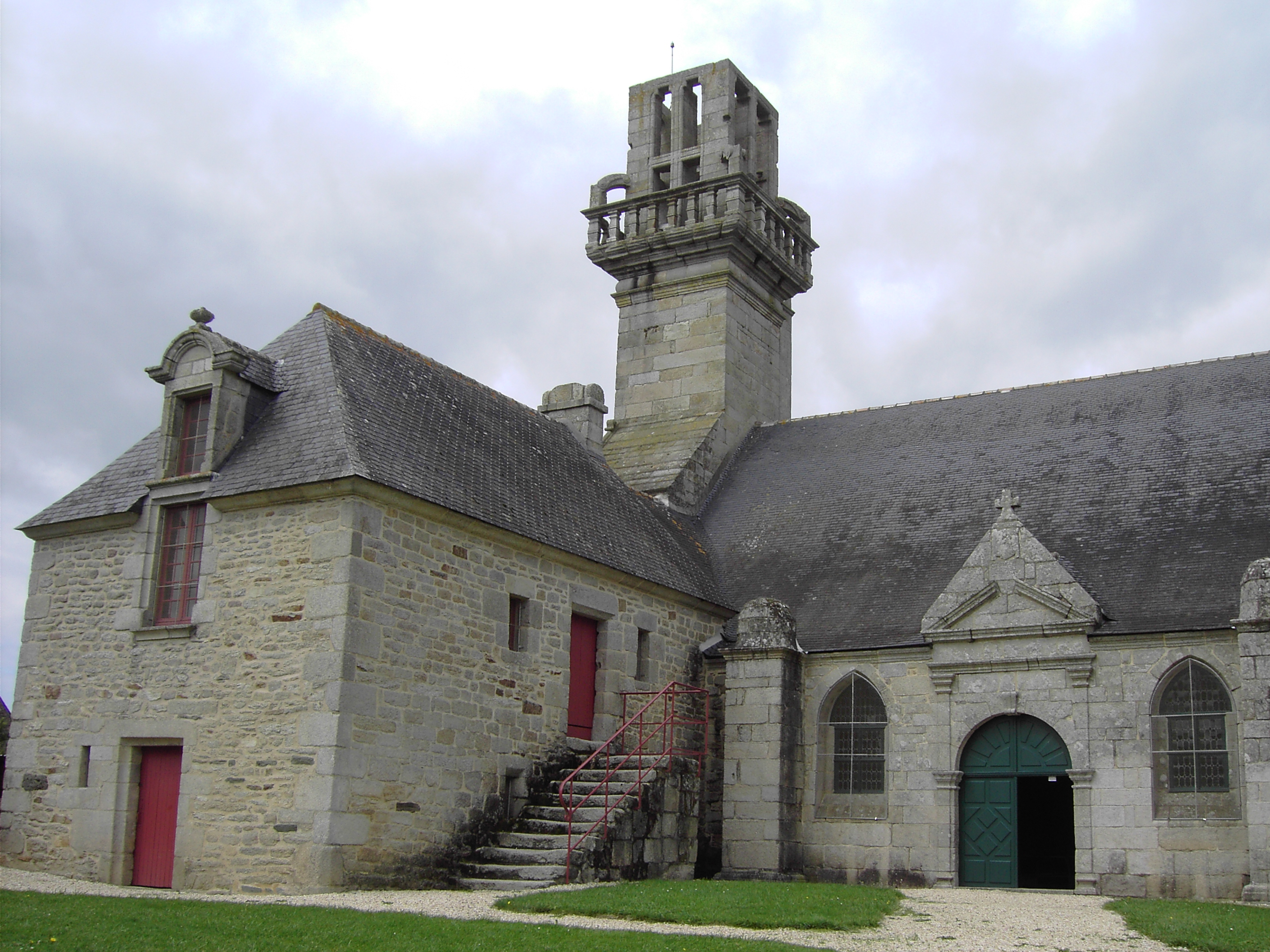
Обезглавленная колокольня церкви в Лангивоа

В сентябре развернулись основные операции по подавлению восстания и наказанию его участников. Из Германии были переброшены войска, участвовавшие в прошлом году под предводительством погибшего в июле маршала Тюренна в разграблении Пфальца. Крестьянских зачинщиков вешали: в Комбри под Кемпером 14 человек повесили на одном дереве. С конца 1675 года внесудебные репрессии сменились судебными — законной казнью и ссылками на галеры. Многие разыскиваемые ушли в Париж или на Гернси.
У церквей разрушали колокольни, чтобы колокол не использовался как набат, до сих пор многие колокольни в Бретани стоят без верхней части и колоколов. Бордо был наказан постоем 18 полков на частных квартирах за счёт города (миллион ливров), бордоский парламент был изгнан в город Кондом. Ренн был наказан также постоем солдат, вопреки бретонским вольностям, в нём снесли половину домов Верхней улицы, а парламент Бретани был изгнан из Ренна в Ванн на 15 лет (до 1690 года).
5 февраля 1676 года Людовик XIV объявил амнистию, из которой, однако, были исключены 150 зачинщиков из Нижней Бретани.

## Характеристика
Восстание гербовой бумаги стало самым крупным в царствование Людовика XIV; в его ходе местные власти наибольшим образом потакали повстанцам. Одни исследователи подчёркивают его экономическую составляющую, другие — классовую (особенно ярко выразившуюся в крестьянских мятежах Бретани). Советский историк Б. Ф. Поршнев, работавший с архивами канцлера Пьера Сегье в Ленинграде, усмотрел среди причин восстания также привилегии сеньоров, а также подчеркнул национальную бретонскую составляющую восстания (в духе характерных для советской историографии 1920-х-1930-х годов теории «угнетённых наций», со ссылками даже на Н. Я. Марра). С точки зрения Алена Круа, восстание гербовой бумаги стало борьбой буржуазии (Третьего сословия) и её союзников с короной, предвосхищающей основной конфликт Великой французской революции. Историк Ролан Мунье подчёркивает в качестве причины восстания архаизм сеньориальной системы в Бретани.